# Casa al passeig Bisbe Guillamet, 3 (Olot)
La Casa al passeig Bisbe Guillamet, 3 és un edifici d'Olot (Garrotxa) que forma part de l'Inventari del Patrimoni Arquitectònic de Catalunya.

## Descripció
És una casa situada al xamfrà entre els carrers Bisbe Guillamet i Jaume Bofill i Mates. Disposa de dos cossos de planta rectangular, amb teulat a dues aigües, de teules planes i coronades per pinacles de terracota de ceràmica, el primer, i teulat a quatre aigües el segon cos. El primer cos disposa de baixos i dos pisos superiors; els primers han estat modificats, en part, per acollir-hi un local comercial; el primer pis té finestres amb boniques reixes treballades i un gran boínder, sostingut per dues mènsules decorades amb fullatges estilitzats; té teulat a tres aigües i gàrgoles amb caps d'aus. Els segon cos disposa de baixos i pis superior. Als primers hi trobem la porta d'accés, centrada, amb una bonica reixa de ventilació i una finestra a cada costat. Les obertures estan emmarcades per estuc gris, que ressalta damunt la façana de color blanc.